# جبن
الجُبنَةُ غذاء معروف مصنوع من الحليب. يصنع الجبن في بعض الدول من حليب الماعز أو حليب الغنم أو حليب البقر أو من أي نوع من أنواع حليب الحيوانات الأليفة اللبونة. قد يكون الحليب مبستراً أو غير مبستر مقشوط أو بكامل دسمه. قد يكون حامضاً أو حلواً.

## أصل الكلمة
الْجُبْنُ: ما جُمِّدَ من الحليبِ وصُنِع بطريقةٍ خاصة.

## لمحة تاريخية
الجبن طعام قديم، يقال إن جذوره تسبق التاريخ المسجل، تعود إلى أسلوب نقل الألبان في المثانة المأخوذة من معدة الحيوان المجتر، فهي المصدر الأصلي للمنفحة. ولا يوجد دليل حاسم يدل على موطن نشأة صناعة الجبن سواء كان في أوروبا أو في آسيا الوسطى أو في الشرق الأوسط أو في الصحراء الكبرى. ولقد انتشرت صناعة الجبن في أوروبا مع بدايات الميثيولوجيا الإغريقية ووفقًا لبلينيوس الأكبر، أصبحت صناعة الجبن مشروعًا متطورًا عند نشأة روما القديمة، عندما كانت الأجبان الأجنبية القيمة تنقل إلى روما لإرضاء أذواق الصفوة.
إن ثقافة الشعوب مختلفة ففي كل بلد أو حتى قرية منبع من كنوز الطبيعة التي تأسر القلوب.
كما أننا نشاهد مؤخرا عالم لم نشهد له مثيل اختلافات بل أصناف لم نشهدها قبل في الجبن مزج نكهات بل إضافات لم نكن نتوقعها.
فمثلا إيطاليا، فرنسا، بلجيكا، بولندا، هولندا، إنجلترا، وغيرها من الغرب تمتع بإذهال المشاهدين بما تصنعه بل بما تبتكره لتثبت وجودها في عالم الجبن الذي لا نهاية له.
الكل يعلم بالمقولة الشهيرة التي وردت في عام 1546، حيث ذكر كتاب أمثال جون هيوود أن «القمر مصنوع من جبن أخضر.» (ولا تشير كلمة الأخضر هنا إلى اللون، كما قد يتبادر إلى الذهن، بل تشير إلى دوام التجدد وعدم التقدم في العمر.) ولقد ترددت أشكال كثيرة لهذا الشعور على مدار فترة طويلة واستغلت وكالة ناسا هذه الخرافة في خدعة يوم كذبة إبريل عام 2006.
وهناك قصة تروي اكتشاف الجبن قبل 1500 سنة هجري.
حيث هناك أبحاث تقول بأن قطعة الدهون التي عثر عليها في معدة رجل الثلج، المومياء التي يبلغ عمرها خمسة آلاف عام، والتي تم اكتشافها في مقاطعة جنوب تيرول، من الممكن أن تكون قطعة جبن عتيقة بما يعني أنها قد تكون أقدم قطعة جبن في تاريخ البشرية، وسميت مومياء رجل الثلج باسم أوتزي على اسم جبال الألب في أوتزتال حيث عثر عليها في جبل جليدي في مرحلة الذوبان في عام 1991م، يذكر أنه عاش في الفترة ما بين عامي 3350 و 3100 قبل الميلاد، وتم العثور على القطعة الدهنية في معدة رجل الثلج – جنبا إلى جنب مع بقايا وجبة أخيرة تناولها قبل الوفاة.
كما يذكر ان العلماء قاموا بتسجيل أقدم قطعة جبن إلى حوالي عام 1615 قبل الميلاد أيضًا، عقب اكتشاف جبن الكفير بين جثث محنطة في صحراء تكلماكان في الصين، أما إذا كان رجل الثلج كان قد أكل الجبن، فإن هذا من شأنه أن يعود بتاريخ الجبن إلى الوراء 1500 سنة أخرى.

## الأنواع

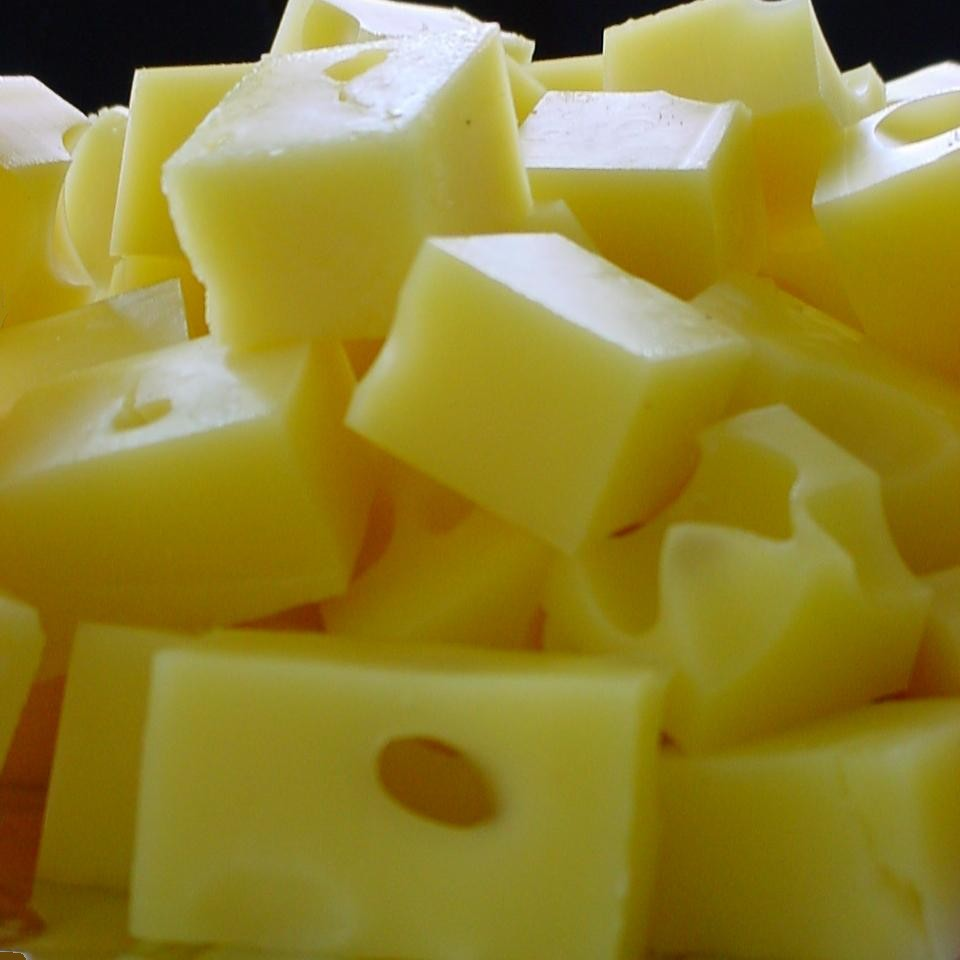
قطع من الجبنة

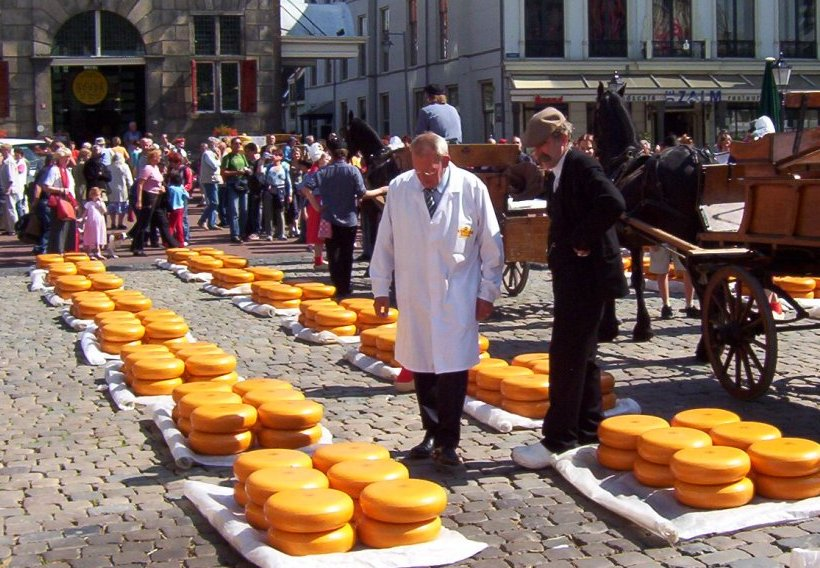
جبن غودا في سوق للأجبان

هناك أنواع كثيرة من الأجبان ولكل بلد نوع من الجبن تختص بصنعه وتتميز به. ومن أشهر الأجبان في العالم الأجبان الفرنسية حيث هناك حوالي 370 نوع من الأجبان المختلفة، ويقال بأن شارل ديغول قال مازحاً كيف يمكنه حكم بلد فيه هذا العدد من أنواع الأجبان والأذواق. وهناك الجبن القاسي والجبن الطري اللين. من أنواع الجبن الصلبة الشيدار والايدام والجودا وتشتهر به سويسرا والبارميسان. وهناك الأجبان نصف الصلبة مثل الركفور والجور جنزولا. وهناك الأجبان الطرية النيف شاتل. وتتكاثر كائنات حية دقيقة في الجبن وخصوصاً أثناء عملية الإنضاج مما يعطيها نكهات مميزة.

### أنواع عربية
- جبن قريش - معروف في بلاد الشام ومصر وهي جبن خالي الدسم.
- جبن مجدول ويصنع من الحليب الطازج ويجدل بطريقة معينة وتشتهر به سوريا.
- جبن براميلي ويصنع من الحليب الطازج وتشتهر به مصر.
- جبن الحلوم وتشتهر به قبرص وبلاد الشام.
- جبن دمياطي – تشتهر به مدينة دمياط في مصر وهو شديد الملوحة.
- جبن الرأس (الرومي أو التركي) يصنع من الحليب البقري أو الجاموسي في مصر وإيطاليا.
- الجبن التعزي حيث يتم غلي الحليب على نار هادئة لفترة طويلة مع خلطه بمادة أساسية تستخرج من صغار الماعز تسمى «اللفح» تحمل مادة أنزيمية تعمل على ترسيب الجبن بينما يبقى الماء وحده، حيث يوضع بداخل قطعة من القماش ويتم ربطه جيداً إلى أن يجف بعد مرور حوالي 24 ساعة - تشتهر به مدينة تعز اليمنية.

### أنواع أوروبية
توجد في أوروبا مئات بل ربما آلاف الأنواع من الجبن، ومن أشهر الأنواع الأوروبية:
- جبن باراميزان: من الأجبان الجافة وتشتهر به إيطاليا.
- جبنة تشيدر: يصنع من حليب البقر وتشتهر به بريطانيا وأستراليا وكندا وأمريكا.
- جبن ركفور: وهو جبن نصف جاف لونه ضارب للخضرة بسبب تعفنه.
- موتزاريلا.
- كامامبير: جبن نورمندي طري من حليب البقر.
- ماسدام: جبن هولندي.
- فيتا: جبن شعبي في منطقة البلقان.
- غودا
- حلوم

## الأكل والطبخ

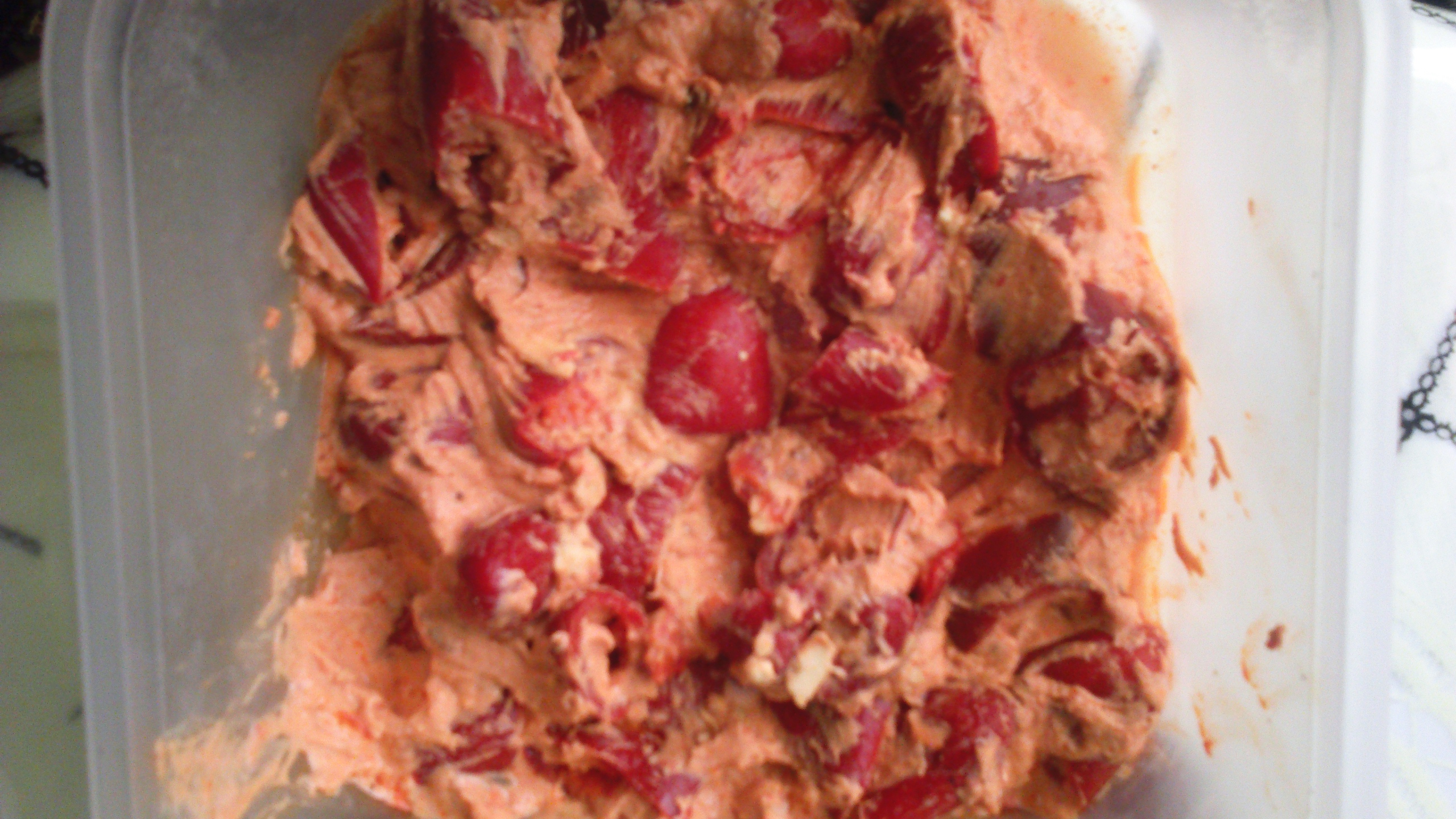
الجبنة بالطماطم أكلة مصرية

هناك الشرش وهو منتوج جانبي في صناعة الجبن يحوي على الماء واللاكتوز والالييومين ومعادن قابلة للذوبان ودهون وبروتينيات. للشرش استخدامات كثيرة منها علف للحيوانات أو لتحضير حامض اللبنيك والجلسرين أو تصنع منه جبن كالبريموست. وفي بلاد الشام وتركيا يصنع اليوكرت أو العيران والذي يعتبر نوع من الجبان ويمكن تناوله سائلاً أو جافاً ويختلف قليلا من منطقة لأخرى.

## التغذية
بشكل عام للأجبان قيمة غذائية عالية فهي مصدر للبروتينات والدهون والأملاح والكالسيوم والفسفور والكبريت والحديد. حيث أن 30 جرام من جبنة الشيدر تحتوي على 7 جرامات من البروتينات و200 مليجرام من الكالسيوم. وهذا يتطلب تناول 200 جرام من الحليب للحصول على ذات القدر من البروتين أو تناول 150 جرام من الحليب للحصول على ذات الكمية التي توفرها الأجبان من الكالسيوم.
بعض أنواع الأجبان تحتوي على سعرات حرارية ودهون أكثر من غيرها. مثلاً كل 30غ من الروكفور تحتوي على 105 وحدات حرارية و 8.69غ من الدهون. بينما كل 100غ من القريشة تحتوي على 100 وحدة حرارية و4غ من الدهون. لهذا السبب ينصح بتناول الأجبان القليلة الدهن كجبنة الماعز خاصة لللأشخاص الذين يعانون من ارتفاع نسبة الدهون في الدم (الكولسترول) أو مشاكل في القلب لأن الدهون المشبعة الموجودة في هذه الأجبان تساعد على ارتفاع نسبة الكولسترول مما يؤدي إلى زيادة خطر الإصابة بأمراض القلب أو الجلطة.

### أمراض القلب
يحتوي الجبن كامل الدسم على نسبة عالية من الكولسترول والدهنيات المشبعة لذلك من الضروري تجنب تناولها ممن يعانون من أمراض القلب والكولسترول. أما الشخص السليم فينصح عادة بأن لا تتجاوز الكمية المستهلكة من الجبن كامل الدسم عن 57 جراما بالأسبوع. وعلى الرغم من ذلك لازال هناك نقاش حول مدى تأثير الجبن كامل الدسم على زيادة خطر النوبات القلبية حيث لوحظ قلة الحوادث المرتبطة بالقلب والأوعية الدموية في سكان فرنسا واليونان الذين ترتفع لديهم كميات استهلاك الجبن إلى 400 جرام بالأسبوع أي أكثر من 20 كيلوجرام بالسنة.

## الإنتاج والاستهلاك العالمي
| أكثر الدول إنتاجا للجبن (1,000 طن متري) | أكثر الدول إنتاجا للجبن (1,000 طن متري) |
| --------------------------------------- | --------------------------------------- |
| الولايات المتحدة                        | 4,275 (2006)                            |
| ألمانيا                                 | 1,927 (2008)                            |
| فرنسا                                   | 1,884 (2008)                            |
| إيطاليا                                 | 1,149 (2008)                            |
| هولندا                                  | 732 (2008)                              |
| بولندا                                  | 594 (2008)                              |
| البرازيل                                | 495 (2006)                              |
| مصر                                     | 462 (2006)                              |
| الأرجنتين                               | 425 (2006)                              |
| أستراليا                                | 395 (2006)                              |

| أكبر الدول تصديرا للجبن من حيث القيمة (من حليب البقر فقط) - 2004 (بالألف دولار أمريكي) | أكبر الدول تصديرا للجبن من حيث القيمة (من حليب البقر فقط) - 2004 (بالألف دولار أمريكي) |
| -------------------------------------------------------------------------------------- | -------------------------------------------------------------------------------------- |
| فرنسا                                                                                  | 2,658,441                                                                              |
| ألمانيا                                                                                | 2,416,973                                                                              |
| هولندا                                                                                 | 2,099,353                                                                              |
| إيطاليا                                                                                | 1,253,580                                                                              |
| الدنمارك                                                                               | 1,122,761                                                                              |
| أستراليا                                                                               | 643,575                                                                                |
| نيوزيلندا                                                                              | 631,963                                                                                |
| بلجيكا                                                                                 | 567,590                                                                                |
| جمهورية أيرلندا                                                                        | 445,240                                                                                |
| المملكة المتحدة                                                                        | 374,156                                                                                |

| أكثر الدول استهلاكا للجبن - 2003 (بالكيلوغرام للشخص الواحد في السنة) | أكثر الدول استهلاكا للجبن - 2003 (بالكيلوغرام للشخص الواحد في السنة) |
| -------------------------------------------------------------------- | -------------------------------------------------------------------- |
| اليونان                                                              | 27.3                                                                 |
| فرنسا                                                                | 24.0                                                                 |
| إيطاليا                                                              | 22.9                                                                 |
| سويسرا                                                               | 20.6                                                                 |
| ألمانيا                                                              | 20.2                                                                 |
| هولندا                                                               | 19.9                                                                 |
| النمسا                                                               | 19.5                                                                 |
| السويد                                                               | 17.9                                                                 |

## انطر أيضاً
- كوارك (منتجات الألبان)
- جبن لين

## وصلات خارجية
- أنواع الجبنة
- كتاب مجاني: الكتب الكامل عن الجبن على مشروع غوتنبرغ
- الجبن على مشروع الدليل المفتوح